# Текачево
Текачево (на словенски: Tekačevo) е село в Словения, Савински регион, община Рогашка Слатина.Според Националната статистическа служба на Република Словения през 2002 г. селото има 243 жители.